# New Norcia
New Norcia è una città situata nella regione di Wheatbelt, in Australia Occidentale; essa si trova 132 chilometri a nord di Perth ed è situata lungo le rive del Moore River, nella Contea di Victoria Plains.
New Norcia è l'unica città monastica dell'intera Australia. Vicino alla città, 8 km a sud, si trova una stazione di terra dell'Agenzia Spaziale Europea.

## Storia
Secondo le memorie storiche di uno dei fondatori, l'abbazia benedettina fu fondata il 1º marzo 1847 dai padri Rosendo Salvado e José Benito Serra per evangelizzare gli aborigeni dell'Australia Occidentale.